# ديون بايروم
ديون بايروم (بالإنجليزية: Dion Byrum)‏ هو لاعب كرة قدم أمريكية أمريكي، ولد في 18 فبراير 1983 في ماثيوز في الولايات المتحدة.